# ルーカス・スティール
ルーカス・スティール（1996年1月9日 - ）は、イングランド出身のプロレスラー。全日本プロレスのヒールユニットであるPURPLE HAZEに所属している。

## 経歴
イギリスのプロレス団体New Generation Wrestlingに所属。2012年デビュー。
2020年1月2日、全日本プロレスにて「神の軍団」を結成したイザナギに呼び込まれ、当初『X』として発表されていた試合にリングイン。翌1月3日には、暴走大巨人の保持する世界タッグ王座に入江茂弘とのタッグで挑戦するも敗退。いきなりの王座戴冠は成らなかった。

## 得意技
パワーボム
チョークスラム
トールハンマー
チョークスラムの体勢から相手を持ち上げ、自ら後方に倒れこんで相手の後頭部をネックブリーカードロップに捕らえ相手の後頭部をマットに痛打させる。変型ネックブリーカードロップ。

## タイトル歴
- NGWヘビー級王座（第13代）
- NGW GenX王座（第4代）